# Roter Block (Herne)

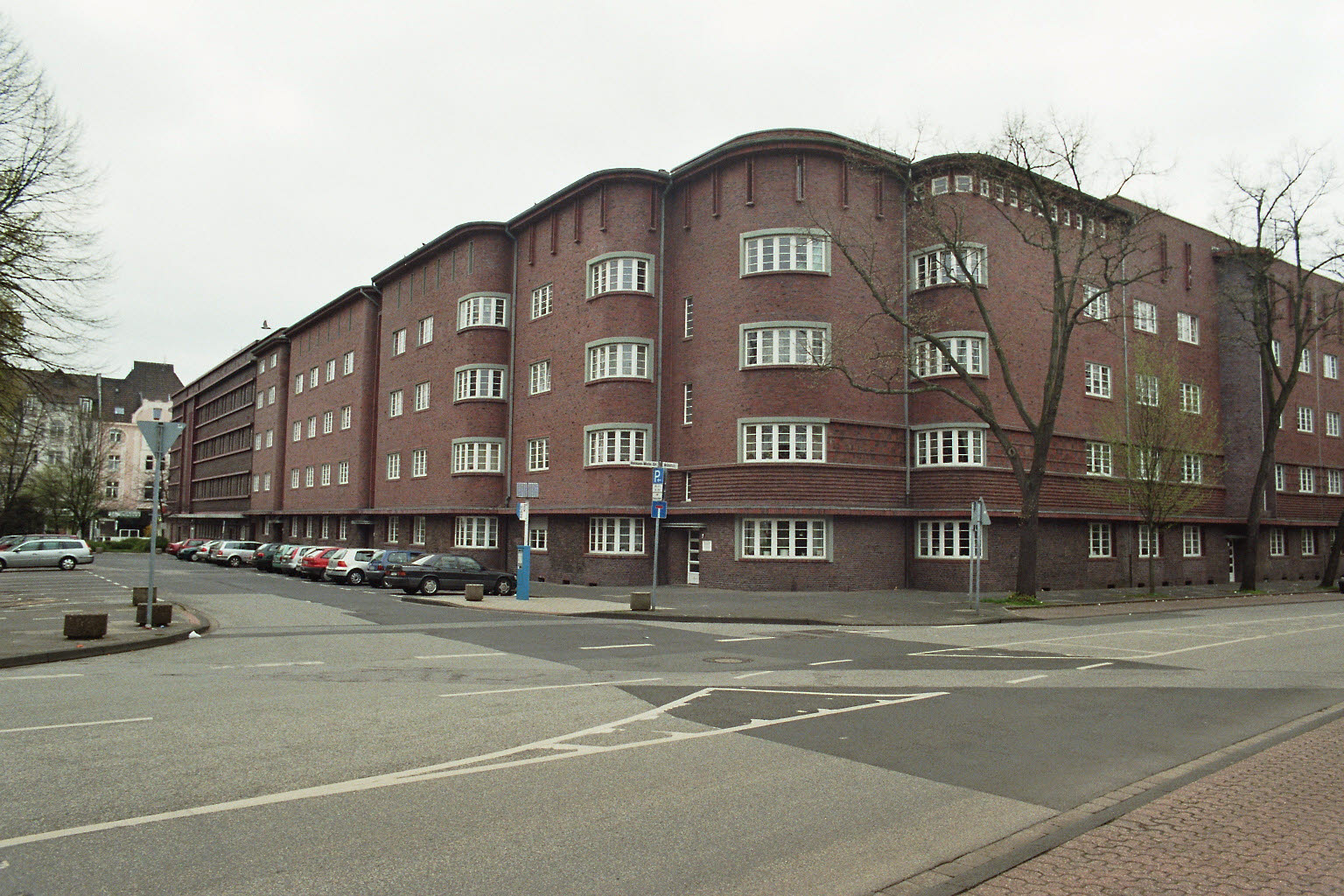
Süd-Ostansicht an der Amtmann-Winter-Straße (2006)

Die wegen ihrer in roten Backsteinen ausgeführten Architektur im Volksmund Roter Block genannte Mehrfamilienhausanlage in Wanne ist ein unter Denkmalschutz stehendes Baudenkmal. Das Ensemble an der Amtmann-Winter-Straße 5–9 / Wibbeltstraße 7 und 8 sowie Wanner Straße 6–12 entstand in den Jahren 1927 bis 1929 nach einem Entwurf des Wanne-Eickeler Architekturbüros Georg E. Gobrecht & Ferdinand Revermann.

## Geschichte
Angrenzend an den von denselben Architekten projektierten Neubau für die Sparkasse Wanne-Eickel wurde von 1927 bis 1929 auf einem etwa 5.000 m² großen Areal die Wohnanlage für den „Gemeinnützigen Bauverein Essen“ ausgeführt. 1994 erfolgte eine Instandsetzung durch die damalige Eigentümerin, die „Vestische Wohnungsgesellschaft“, wobei die ursprünglich aus Holz ausgeführten Sprossenfenster gegen solche aus Kunststoff ausgetauscht wurden. Seit dem Jahr 2007 befindet sich die Anlage im Besitz der Bochumer Firma „Bollmann Liegenschaften“.
Die Eintragung der Mehrfamilienhausanlage Roter Block in die Denkmalliste der Stadt Herne erfolgte am 24. November 1988 (Denkmal Nr. A 87). Das 1936 nach einem Entwurf des Architekten Hermann Riedl erbaute und stilistisch an die bestehende Anlage angepasste Wohnhaus Wanner Straße 4 wurde am 16. März 1995 unter Schutz gestellt (Denkmal Nr. A 586).

## Architektur
Drei aus neun separaten Häusern bestehende und an drei Straßen zu liegen kommende Wohnanlage bedeckt den östlichen Teil des Blockes zwischen der Hauptstraße, der Wanner Straße (ehemalige Sedanstraße), Wibbeltstraße (ehemalige Scharnhorststraße) und der Amtmann-Winter-Straße. Am Übergang zu der Anschlussbebauung befinden sich Durchfahrten in den Innenhof. Auf diesem wurde nach 1939 ein Luftschutzhochbunker (Lage) von 620 m² Grundfläche errichtet.
Der über vier Wohngeschosse verfügende Block ist in seinen drei Abschnitten architektonisch unterschiedlich ausgebildet. An der Wanner Straße befinden sich darüber hinaus im Erdgeschoss Ladenlokale sowie in allen drei Flügeln ein als fünftes Obergeschoss ausgebildetes Dachgeschoss mit Schlitzfenstern. Das Erdgeschoss mit nach oben abgrenzendem, stark akzentuierten Gesims wird durch die dort verwandten Schmelzflussziegel und eingearbeiteten Klinkerfehlbrennungen besonders hervorgehoben.
Zu den Straßenseiten hin sind die verklinkerten Außenwände im Stil des Klinkerexpressionismus gestaltet. Die Wände zum Innenhof bestehen aus einfachem, schlicht verputztem Mauerwerk. Im Zuge der Sanierung (2015) des Gebäudes und der einzelnen Wohnungen wurde zum Innenhof eine Wärmedämmung und neuer Putz in gebrochenem Weiß aufgebracht. Die Wohnungen bekamen dort auch Balkone mit vorgestellten dunkelrot lackierten tragenden Gerüsten.

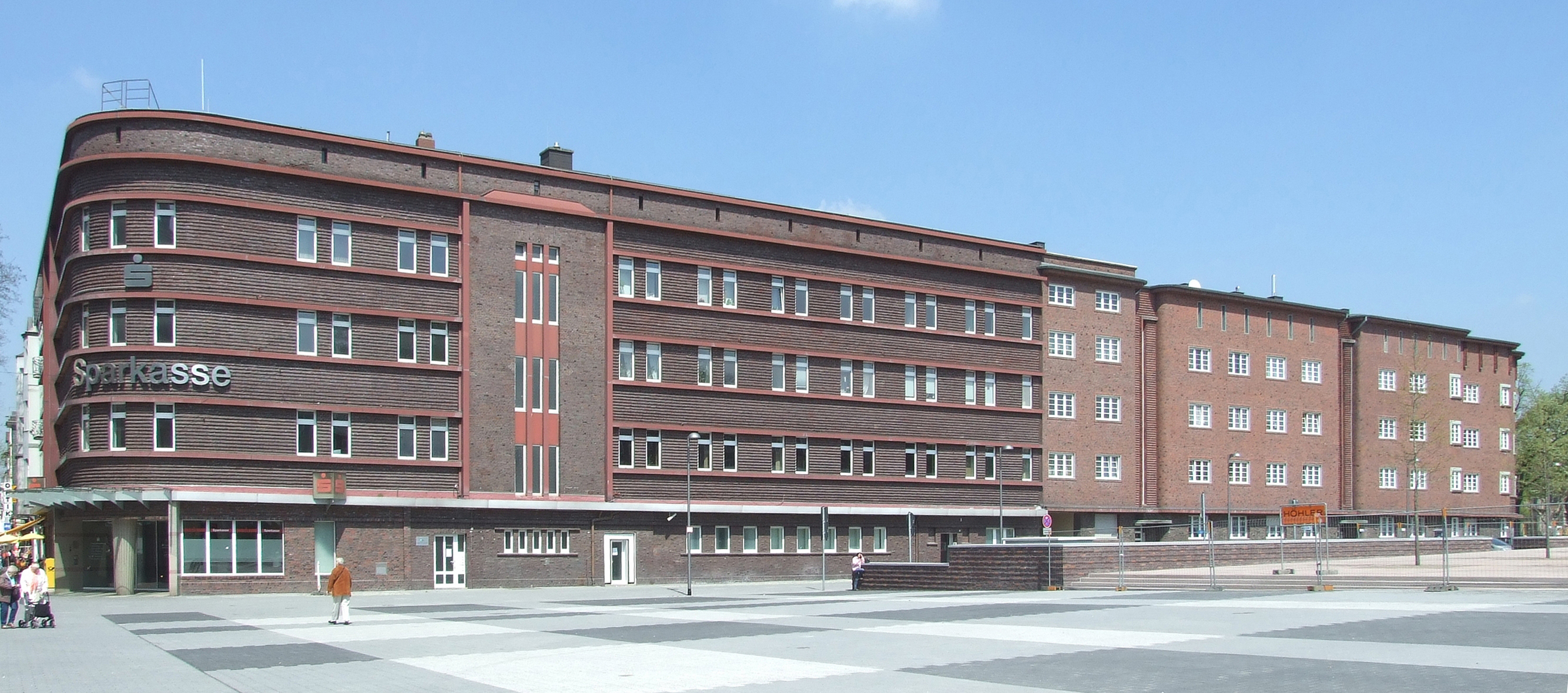
Amtmann-Winter-Straße (2013)
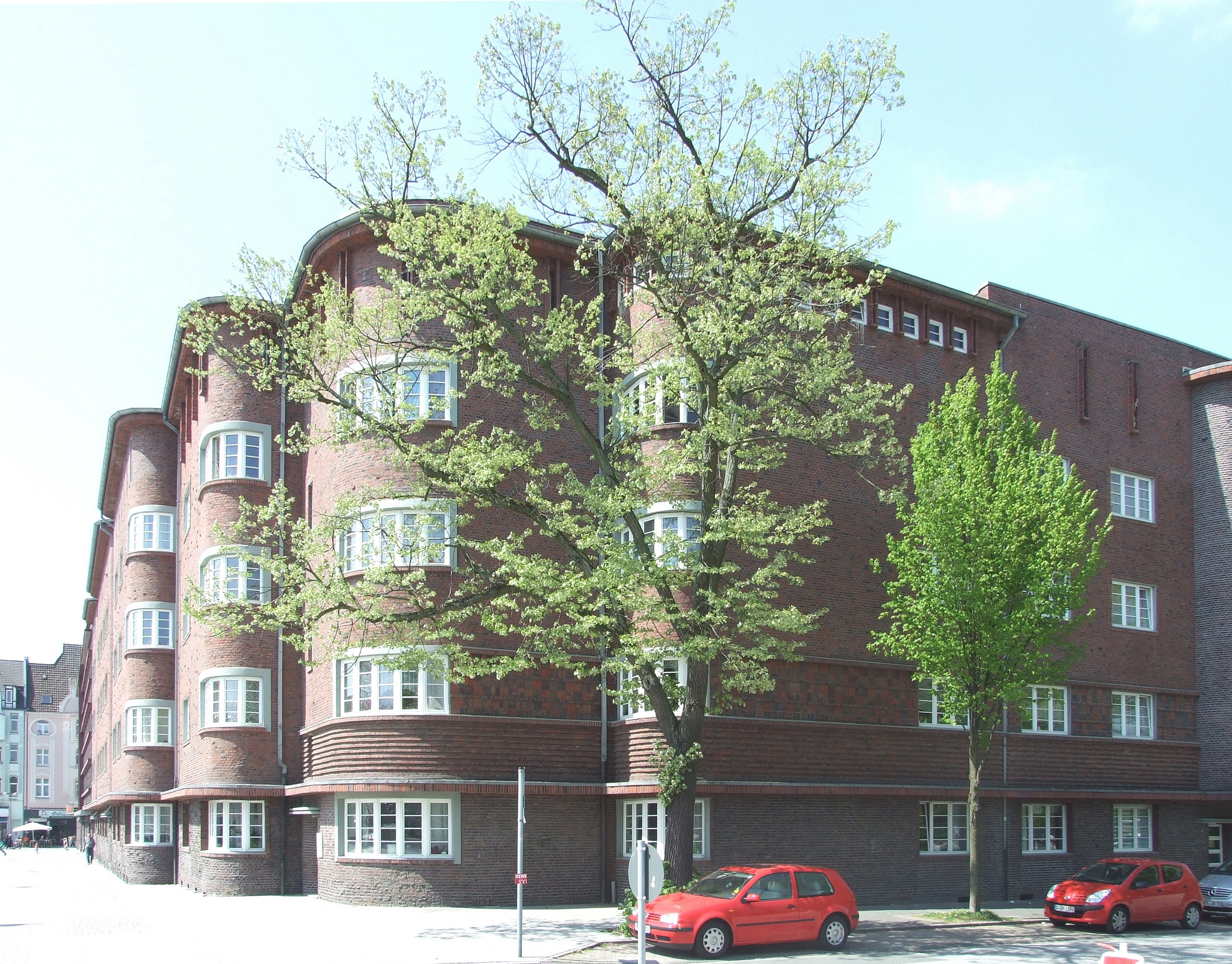
Süd-Ostansicht an der Amtmann-Winter-Straße (2013)
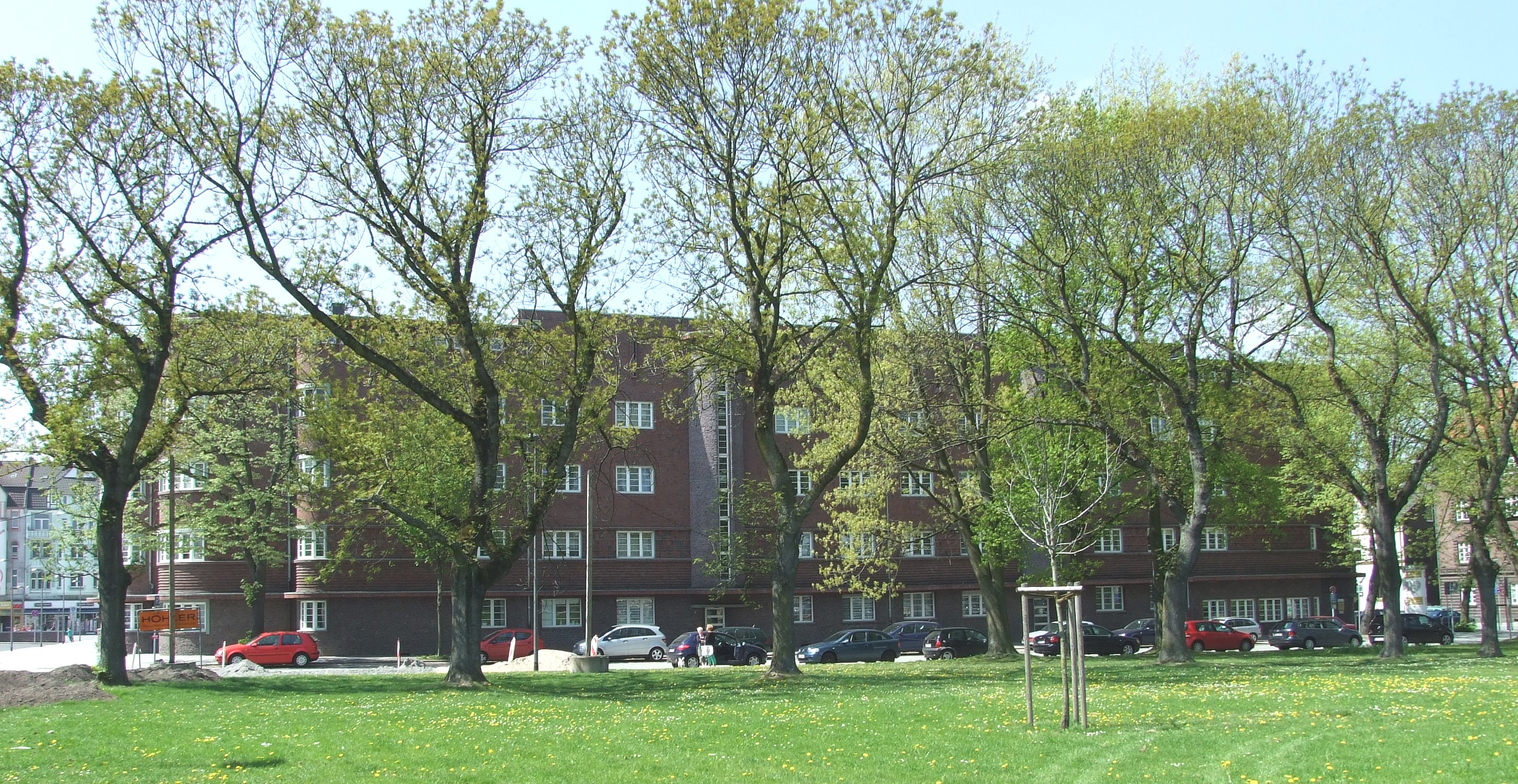
Wibbeltstraße (2013)
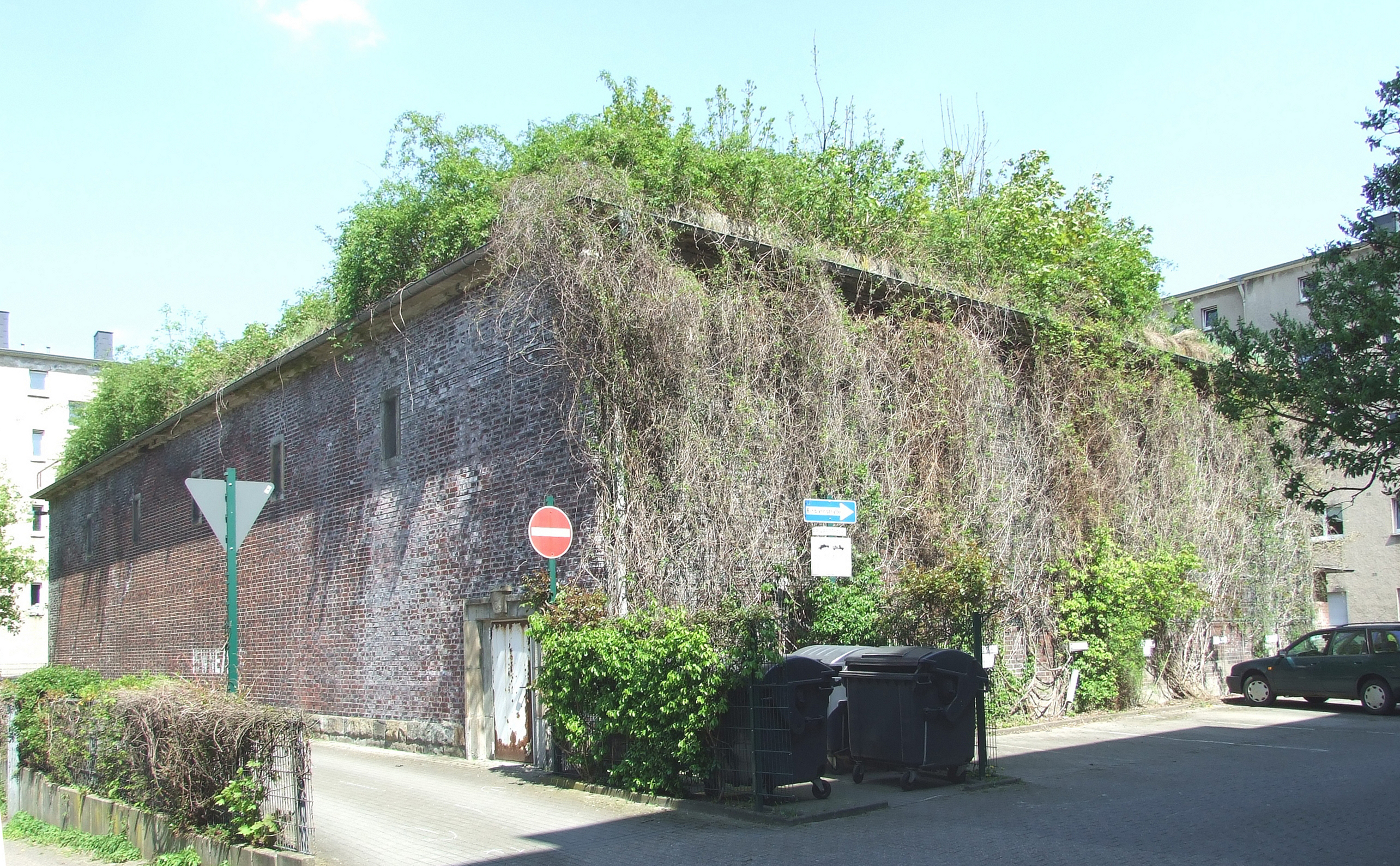
Hochbunker (2013)
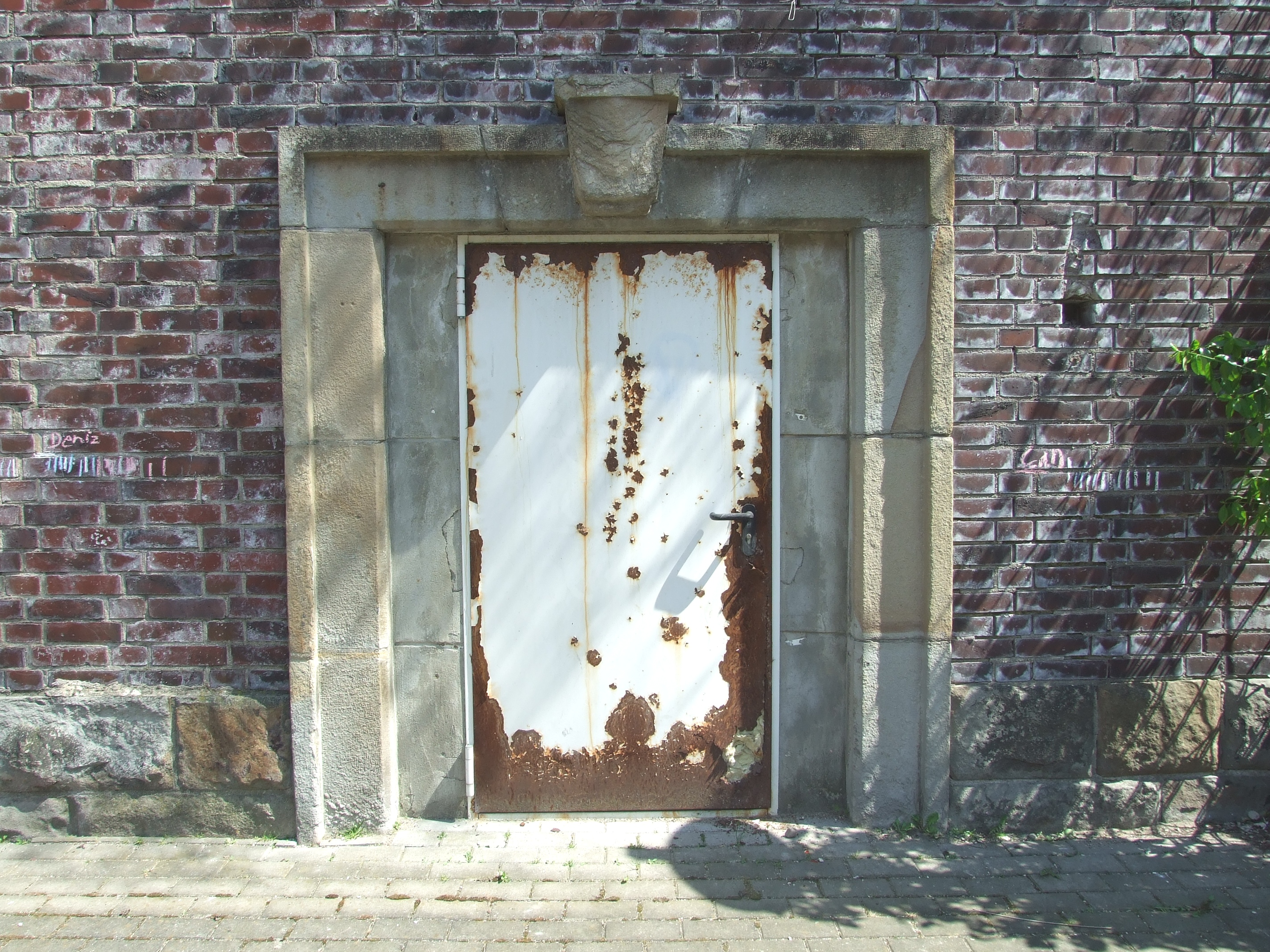
Hochbunker; Eingang (2013)
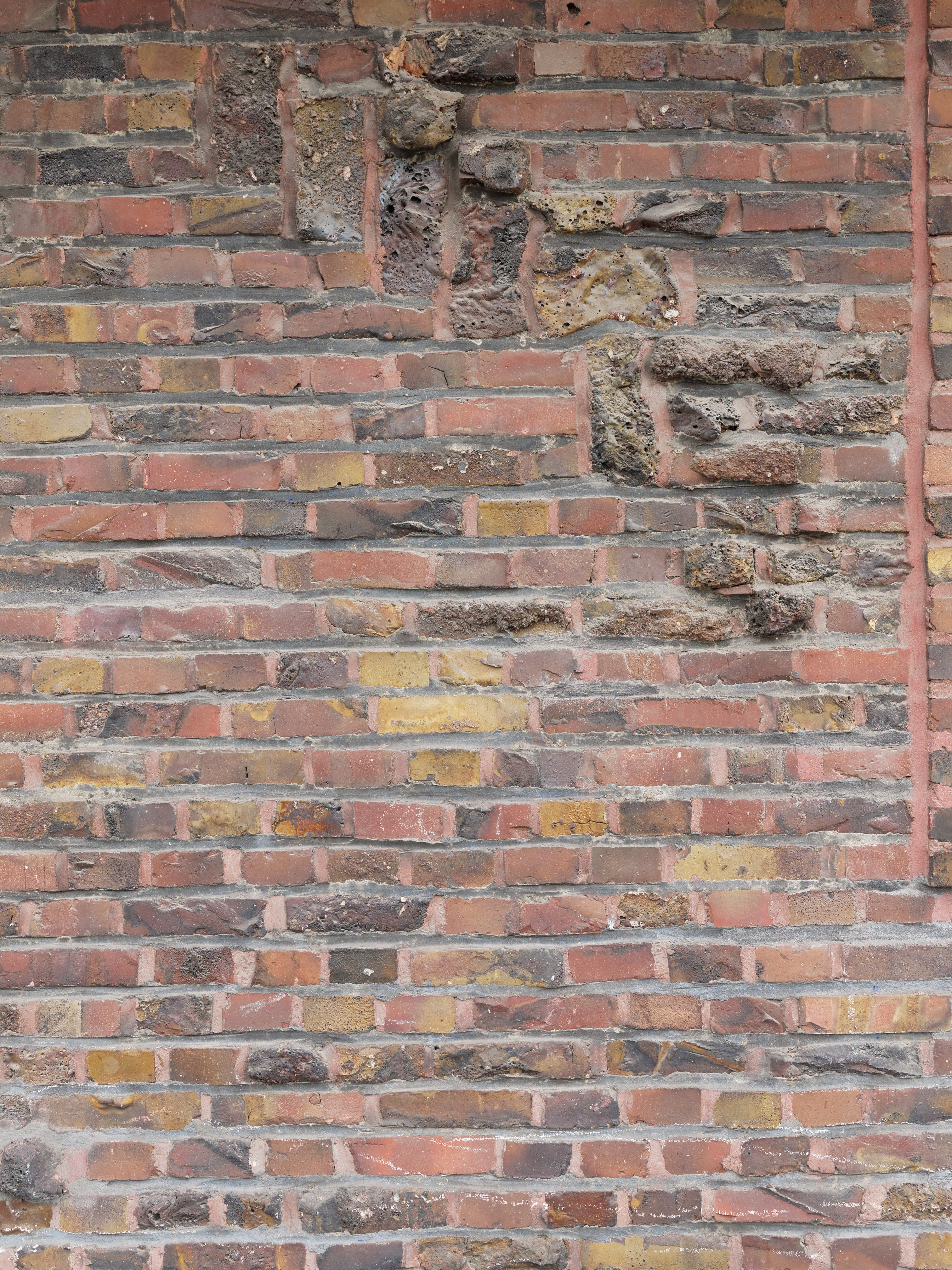
Klinkerfehlbrennungen im Erdgeschoss (EG) (2015)
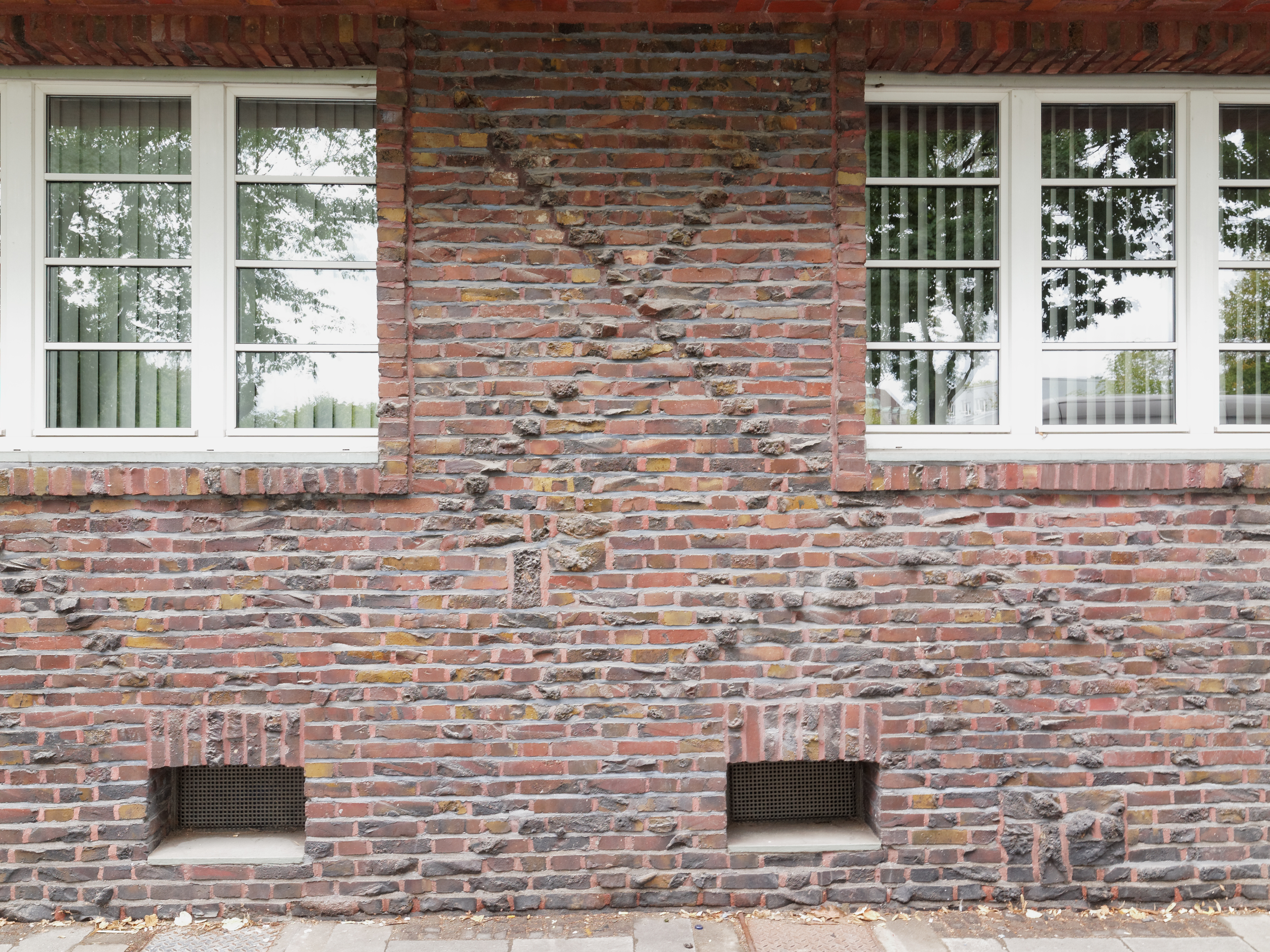
Schmelzflussziegel Im EG (2015)